# 萨拉·菲茨-杰拉尔德
萨拉·菲茨-杰拉尔德（英語：Sarah Fitz-Gerald，1968年12月1日—），澳大利亚女子壁球运动员。她曾代表澳大利亚参加1998年和2002年英联邦运动会壁球比赛，获得一枚金牌、一枚银牌和一枚铜牌。